# USS Mahan (DDG-72)
El USS Mahan (DDG-72), llamado así en honor al almirante Alfred Mahan, es el 22.º destructor de la clase Arleigh Burke y el primero del lote Flight II de dicha clase. Sirve en la Armada de los Estados Unidos desde 1998.

## Nombre
Su nombre USS Mahan honra al almirante Alfred T. Mahan.

## Construcción
Fue ordenado el 8 de agosto de 1992 al Bath Iron Works (Maine). Inició con la colocación de la quilla el 17 de agosto de 1995. El casco fue botado el 29 de junio de 1996 y el buque completado entró en servicio el 14 de febrero de 1998.

## Historial de servicio

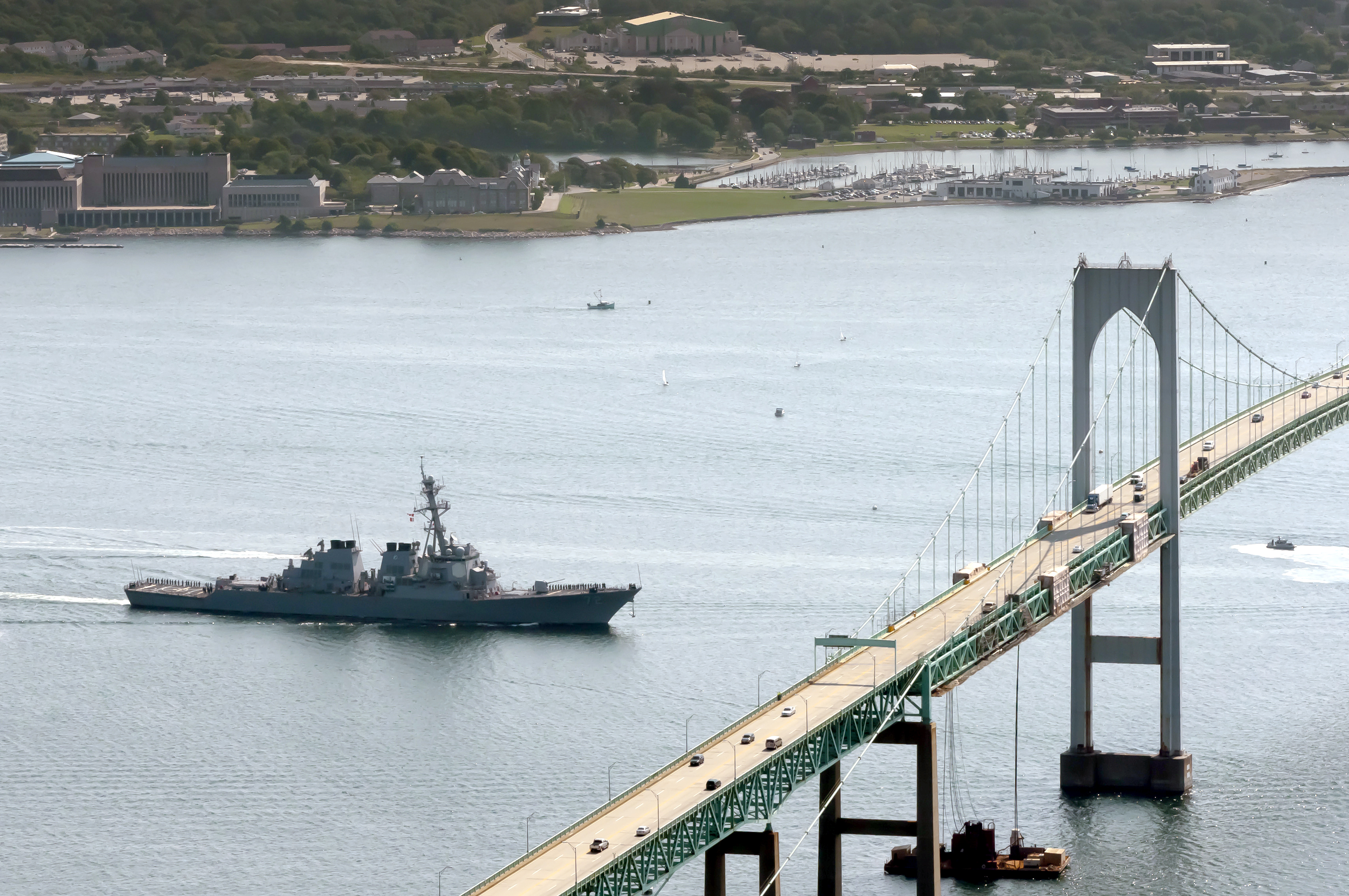
El USS Mahan (DDG-72) atravesando Rhode Island, año 2011.

Está asignado en la Flota del Atlántico y su apostadero es la base naval de Norfolk (Virginia).